# کوسباو
کوسباو (به آلمانی: Kossebau) یک منطقهٔ مسکونی در آلمان است که در التمارکیسچ هول واقع شده‌است. کوسباو  ۲۸۲ نفر جمعیت دارد.